# Hedwig Fassbender
Hedwig Fassbender (* 23. Oktober 1954 in Iversheim) ist eine deutsche Opernsängerin (Mezzosopran) und Gesangspädagogin.

## Leben
Hedwig Fassbender studierte zunächst Klavier und Schulmusik in Köln und begann danach ihr Gesangsstudium bei Ernst Haefliger in München. Sie gewann noch während ihrer Ausbildung den Hugo-Wolf-Wettbewerb in Wien und den Mozartfest-Wettbewerb in Würzburg. Ihre Karriere begann sie an den Opernhäusern in Freiburg und Basel, wo sie fünf Jahre fest engagiert war. Während dieser Zeit sang sie wichtige Mezzosopranpartien wie Cherubino, Octavian, Idamante und Nicklausse.
Seit 1987 ist sie freischaffend tätig und sang als Gast unter anderem in Paris, Amsterdam, Barcelona, Wien und Hamburg und Berlin. Inzwischen wechselte sie in das dramatische Mezzofach und sang Partien wie Carmen oder die Fricka im Ring des Nibelungen. Mit der Übernahme der Isolde am Staatstheater Saarbrücken 2001 erweiterte sie ihr Repertoire und sang seitdem auch einige Sopranrollen (Marie in Wozzeck, Fremde Fürstin in Rusalka, Marschallin im Rosenkavalier, Ariane in Ariane et Barbe-Bleue u. a.). 2003 erhielt sie eine Nominierung zur Sängerin des Jahres für ihre Interpretation der Sieglinde (Die Walküre) in Lüttich. Heute ist Hedwig Fassbender vor allem als Herodias (Salome) und als Kostelnicka/Küsterin (Jenůfa) bekannt.
Seit 1999 unterrichtet sie als Professorin an der Hochschule für Musik und Darstellende Kunst in Frankfurt am Main. Seit 2015 betreut sie regelmäßig das Opernstudio Zürich (IOS) und arbeitet mit den Sängern der Opernstudios der Pariser Oper und des Bolschoi-Theaters. Zu ihren Absolventen beispielsweise Björn Bürger, Sebastian Kohlhepp, Katharina Magiera, Kateryna Kasper, Nohad Becker, Stine Fischer, Ruzan Mantashyan, Jana Baumeister, Keith Stonum, Amadeu Tasca, Gurgen Baveyan, Esther Dierkes und Linda Sommerhage.
Hedwig Fassbender hat zwei Töchter: die Tänzerin Katharina Wiedenhofer und die Schauspielerin Magdalena Wiedenhofer.